# Glitter (film)
Pour les articles homonymes, voir Glitter.
Pour plus de détails, voir Fiche technique et Distribution.
Glitter est un film américain réalisé par Vondie Curtis-Hall en 2001. Son actrice principale est la chanteuse Mariah Carey dont le film raconte les débuts de manière romancée. Le film, sorti le 11 septembre, est un échec commercial et obtient des critiques négatives,.
Si Glitter est l'album le moins vendu de Mariah Carey, le disque est un succès, se classe no 1 au Top Billboard Soundtrack, tandis que le single Loverboy, est no 1 des charts R&B/Hip-hop aux États-Unis. Au total, la bande originale se vend à 2 millions d'exemplaires dans le monde, tout en se classant dans le Top 10 des meilleures ventes d'albums de nombreux pays.
Si à sa sortie le 11 septembre 2001, l'opus fut égratigné par la critique, il obtient cependant une réhabilitation par les critiques de musiques professionnelles, qui l'acclament et devient une décennie plus tard, un disque culte, prouvant par la même occasion l'acharnement injustifié de la presse face à Carey,,,.
Le 14 novembre 2018, l'opus devient numéro 1 dans de nombreux pays sur itunes, tout en se classant dans le top 10 des meilleures ventes de disques physiques, en raison du hastag Justice For Glitter, lancé par les fans et les critiques de musiques professionnelles, afin de réhabiliter la réputation du disque,,,,,.
Depuis peu, le film obtient un regain de popularité et est réhabilité,,,.

## Synopsis
Billie a un don incroyable pour le chant. Un producteur DJ (Julian Dice) la découvre, et devient plus tard son compagnon et propulse sa carrière, avant de devenir jaloux du succès de celle qu'il considère comme « sa création ».

## Fiche technique
- Titre : Glitter
- Année : 2001
- Pays : États-Unis
- Langue : anglais
- Réalisation : Vondie Curtis-Hall
- Scénario :  Cheryl L. West et Kate Lanier
- Production :  Laurence Mark (en)
- Musique originale : Terence Blanchard
- Photographie : Geoffrey Simpson
- Montage : Jeff Freeman
- Décors : Dan Bishop
- Direction artistique : Peter Grundy
- Durée : 104 min
- Format : Couleur (DeLuxe) - 2,35:1 - Son : SDDS / DTS / Dolby Digital
- Date de sortie : 	 21 septembre 2001

## Distribution
- Mariah Carey (VF : Olivia Dalric) : Billie Frank
- Isabel Gomes : jeune Billie Frank
- Max Beesley (VF : Denis Laustriat) : Julian Dice
- Da Brat (VF : Sophie Riffont)  : Louise
- Tia Texada (VF : Anne Massoteau) : Roxanne
- Valarie Pettiford : Lillian Frank
- Ann Magnuson (VF : Frédérique Cantrel) : Kelly
- Terrence Howard (VF : Frantz Confiac)  : Timothy Walker
- Dorian Harewood (VF : Pascal Renwick) : Guy Richardson
- Grant Nickalls (VF : Guillaume Orsat) : Jack Bridges
- Eric Benét (VF : Antoine Tomé) : Rafael
- Padma Lakshmi (VF : Géraldine Asselin) : Sylk
- Don Ackerman (VF : Stéphane Marais)  : Peter

- Version française
  - Studio de doublage :
  - Direction artistique : Fabienne Orain
  - Adaptation :

Sources et légende : Version française (V. F.) sur Voxofilm

## Production
En 1997, la chanteuse américaine Mariah Carey a commencé à travailler sur un projet de film et de bande sonore intitulé All That Glitters. Cependant, au cours de cette période, sa maison de disques Columbia Records a fait pression sur Carey pour qu’elle publie un album de compilation, à temps pour la période des Fêtes en novembre. Par conséquent, Carey a mis All That Glitters en attente et a sorti la compilation #1's en novembre 1998. À la suite d’un autre album studio en 1999, intitulé Rainbow, le projet a été retardé. Elle a publié une partie du matériel sur Rainbow, dans lequel elle a exercé un contrôle créatif sur l’album et son son, et puis, Carey a terminé son contrat avec Columbia Records. Plus tard, elle a signé un contrat de disque de 100 millions de dollars américains avec Virgin Records (EMI Records). Carey a eu le plein contrôle conceptuel et créatif sur le projet. Elle a choisi d'enregistrer un album en partie mélangé avec du disco influencé des années 1980 et d'autres genres similaires, afin d'aller de pair avec le cadre du film. À mesure que la date de sortie approchait, le titre du film et de l'album est passé de All That Glitters à Glitter. Carey a développé le concept du film, qui a ensuite été développé par Kate Lanier. Elle a dit qu'ils avaient réécrit une grande partie du scénario sur le plateau. Des séances de tournage ont eu lieu à New York et à Toronto à la fin de septembre 2000.

## Réception

### Box-office

Les tours du World Trade Center en feu derrière une publicité pour le film.

Au box office, le film réalise 5,271 666 millions de dollars de recettes mondiales.
Dans une interview en 2010, Mariah Carey a déclaré qu'elle pensait que l'échec du film au box-office était en grande partie dû au fait que la date de sortie de la bande originale était le 11 septembre 2001, le même jour que les attaques terroristes sur le World Trade Center et le Pentagone. Elle a déclaré : « Ce que beaucoup de gens ne savent pas, c'est que ce film est sorti le 11 septembre 2001 — pourrait-il y avoir un pire jour pour la sortie de ce film ? ».

### Critiques
Mariah Carey a le premier rôle d'une chanteuse en devenir ; Glitter devait lancer sa carrière au cinéma mais a été un échec critique et commercial. Hindustan Times affirme que Glitter « a été démoli par presque toutes les critiques pour être le pire film jamais fait. » Fade In (en) déclare que « Glitter n'est pas seulement un des pires films musicaux jamais faits — c'est un des pires films jamais faits, tout court. » L'auteur Bob McCann écrit dans Encyclopedia of African American Actresses in Film and Television qu'il est « totalement dans la course des pires films jamais faits. » News.com.au, Hi, Flavorwire[réf. nécessaire] et Empire sont entre autres parmi ceux qui ont parlé du film comme un des pires jamais faits.
Depuis peu, le film obtient un regain de popularité et est réhabilité,,,.

### Récompenses
Glitter a reçu six nominations aux Razzies et Carey a remporté celui de la Pire actrice. Il est cité dans le livre de John Wilson The Official Razzie Movie Guide, et en 2005, nommé dans la catégorie Pire Comédie musicale de nos 25 premières années, remporté par From Justin to Kelly. Dans une interview en 2010, Carey a affirmé considérer que l'échec du film est en grande partie dû à la sortie le 11 septembre 2001, date des attentats du World Trade Center et du Pentagone. Il a un taux d'approbation de 7 % sur Rotten Tomatoes.

## Bande originale
Malgré le contexte peu favorable à la sortie d'un album dont la tonalité d'ensemble est à contre-courant de la lourde atmosphère qui règne sur la scène internationale, l'album débute en tant que numéro un (et ce pour trois semaines) des bandes originales au classement Billboard et numéro sept aux États-Unis Billboard 200. L'album est certifié disque de platine en octobre aux États-Unis et atteint la première place des ventes d'album au Japon. Au total, la bande originale se vend à 2 millions d'exemplaires dans le monde, tout en se classant dans le Top 10 des meilleures ventes d'albums de nombreux pays.

### Singles
L'album est porté par le single Loverboy qui parvient à se hisser à la deuxième place du classement américain des singles, tout en s'érigeant à la 1re place du Top R&B, mais Mariah Carey n'est, assez étrangement, plus soutenue par les radios ce qui a pour résultat que le single échoue sur la deuxième place du classement (ayant un faible airplay mais de grosses ventes) alors qu'il est désigné comme single le plus vendu de l'année 2001. Les singles suivants (Never Too Far, Don't Stop (Funkin' 4 Jamaica) et Reflections (Care Enough)) sont des échecs,,,, quant à Last Night a D.J. Saved My Life, la reprise du groupe Indeep, connaît en 2002 un certain succès en Europe, et tout particulièrement en France.

### Liste des Pistes
| No  | Titre                                                                     | Durée |
| --- | ------------------------------------------------------------------------- | ----- |
| 1.  | Loverboy (Remix) (feat. Da Brat, Ludacris, Twenty II, Shawnna)            | 4:30  |
| 2.  | Lead the Way                                                              | 3:53  |
| 3.  | If We (feat. Ja Rule & Nate Dogg)                                         | 4:11  |
| 4.  | Didn't Mean to Turn You On                                                | 4:54  |
| 5.  | Don't Stop (Funkin' 4 Jamaica) (feat. Mystikal)                           | 3:38  |
| 6.  | All My Life                                                               | 5:10  |
| 7.  | Reflections (Care Enough)                                                 | 3:21  |
| 8.  | Last Night a D.J. Saved My Life (feat. DJ Clue?, Busta Rhymes & Fabolous) | 6:43  |
| 9.  | Want You (feat. Eric Benét)                                               | 4:44  |
| 10. | Never Too Far                                                             | 4:22  |
| 11. | Twister                                                                   | 2:26  |
| 12. | Loverboy (feat. Cameo) (Original Version)                                 | 3:50  |

### Clips issus deGlitter
1. Loverboy (2001) (David Lachapelle)
2. Loverboy (Remix) (2001) (David Lachapelle)
3. Never Too Far (2001) (Vondie Curtis Hall)
4. Don't Stop (Funkin' 4 Jamaica) (2001) (Sanaa Hamri)
5. Last Night a DJ Saved My Life (2002) (David Lachapelle)

## Statut d’œuvre culte et réhabilitation du film et du disque
Si à sa sortie le 11 septembre 2001, la bande originale fut égratignée par la critique, elle obtient cependant une réhabilitation par les critiques de musiques professionnelles, qui l'acclament et devient une décennie plus tard, un disque culte, prouvant par la même occasion l'acharnement injustifié de la presse face à Carey,,,.
Depuis peu, le film obtient un regain de popularité et est réhabilité,,,.

## Justice For Glitteret retour au succès de la bande originale en2018
Si à sa sortie le 11 septembre 2001, la bande originale est égratignée par la critique, elle est réhabilitée par ses fans et devient, une décennie plus tard, un disque culte,,,.
Le 14 novembre 2018, la bande originale devient numéro 1 des ventes d'albums dans de nombreux pays sur iTunes, tout en se classant dans le top 10 des meilleures ventes de disques physiques, en raison du hashtag Justice For Glitter, lancé par les fans afin de réhabiliter la réputation du disque,,,,,.
Dans un même temps, le film obtient un regain de popularité et est réhabilité,,,.

## Autour du film
- Glitter signifie : paillettes.
- Dans la vraie vie, Mariah Carey est issue d'un couple « mixte », son père étant noir d'Amérique latine et sa mère blanche d'origine irlandaise. Dans le film, Billie est aussi issu d'un couple « mixte », mais c'est son père qui est blanc et sa mère qui est « afro-latine ».